# Festival Varilux de Cinema Francês 2022
A 13ª edição do Festival Varilux de Cinema Francês foi um festival de cinema exibido de 21 de junho a 6 de julho de 2022 nos cinemas de todo o Brasil. O cartaz oficial foi inspirado no filme En attendant Bojangles (bra: Esperando Bojangles) que foi exibido na programação do festival.

## Programação

### Filmes recentes
| Título original         | Título em português                 | Diretor          |
| ----------------------- | ----------------------------------- | ---------------- |
| A plein temps           | bra: Contratempos                   | Éric Gravel      |
| La fine fleur           | bra: Entre Rosas                    | Pierre Pinaud    |
| En attendant Bojangles  | bra: Esperando Bojangles            | Régis Roinsard   |
| Goliath                 | bra: Golias                         | Frédéric Tellier |
| King                    | bra: King, Meu Melhor Amigo         | David Moreau     |
| Kompromat               | bra: Kompromat                      | Jérôme Salle     |
| L'événement             | bra: O Acontecimento                | Audrey Diwan     |
| Adieu Monsieur Haffmann | bra: O Destino de Haffman           | Fred Cavayé      |
| Le monde d'hier         | bra: O Mundo de Ontem               | Diastème         |
| En corps                | bra: O Próximo Passo                | Cédric Klapisch  |
| Madeleine Collins       | bra: O Segredo de Madeleine Collins | Antoine Barraud  |
| Les jeunes amants       | bra: Os Jovens Amantes              | Carine Tardieu   |
| Peter Von Kant          | bra: Peter Von Kant                 | François Ozon    |
| Chère Léa               | bra: Querida Léa                    | Jérôme Bonnel    |
| Sentinelle sud          | bra: Sentinela do Sul               | Mathieu Gérault  |
| A Hero                  | bra: Um Herói                       | Ashgar Farhadi   |
| La croisade             | bra: Um Pequeno Grande Plano        | Louis Garrel     |

### Homenagem aos 400 anos de Molière
| Título original | Título em português          | Diretor                            |
| --------------- | ---------------------------- | ---------------------------------- |
| Molière         | bra: As Aventuras de Molière | Laurent Tirard e Ariane Mnouchkine |

### Clássico do cinema francês
| Título original             | Título em português           | Diretor          |
| --------------------------- | ----------------------------- | ---------------- |
| Le Père Noël est une ordure | bra: Papai Noel é um Picareta | Jean-Marie Poiré |

### Séries francesas
| Título original                | Título em português        | Diretor                                     |
| ------------------------------ | -------------------------- | ------------------------------------------- |
| Les Sentinelles                | bra: As Sentinelas         | Jean-Philippe Amar                          |
| Cheyenne et Lola               | bra: Cheyenne & Lola       | Eshref Reybrouck                            |
| La corde                       | bra: A Corda               | Dominique Rocher                            |
| Ce que Pauline ne vous dit pas | bra: O Que Pauline Não Diz | Rodolphe Tissot                             |
| L'Opera                        | bra: Ópera                 | Cécile Ducrocq e Benjamin Adam              |
| Syndrome E                     | bra: Síndrome E            | Mathieu Missoffe                            |
| Jeux d'influence               | bra: Jogos de Poder        | Jean-Xavier de Lestrade e Antoine Lacomblez |

## Distribuidoras participantes
- Bonfilm[2]
- California Filmes[2]
- Elite Filmes[2]
- Mares Filmes[2]
- Synapse Distribution[2]
- Zeta Filmes[2]